# Moisés Roberto Barbosa
Moisés Roberto Barbosa (* 11. März 1995 in São Paulo) ist ein brasilianischer Fußballspieler.

## Karriere
Moisés wechselte zur Saison 2014 vom Comercial FC zum Batatais FC. Für Batatais spielte er siebenmal in der zweiten Spielstufe der Staatsmeisterschaft von São Paulo. Im August 2014 wechselte er zum Drittligisten Madureira EC. In der Liga kam er für Madureira nie zum Einsatz, in der Staatsmeisterschaft von Rio de Janeiro spielte er achtmal. Im Mai 2015 wechselte er zum Erstligisten SC Corinthians, der ihn aber direkt an den Zweitligisten CA Bragantino verlieh. Für Bragantino kam er bis zum Ende der Saison 2015 zu 24 Einsätzen in der Série B.
Zur Saison 2016 wurde er an den ebenfalls zweitklassigen EC Bahia weiterverliehen. Während der Leihe kam er zu 25 Zweitligaeinsätzen, mit Bahia stieg er zu Saisonende in die Série A auf. Zur Saison 2017 kehrte Moisés zu den Corinthians zurück. Dort debütierte der Außenverteidiger im Juli 2017 in der Série A. Bis zum Ende der Saison 2017 kam er viermal in der höchsten brasilianischen Spielklasse zum Zug, mit dem Team wurde er zu Saisonende Meister. Zur Saison 2018 wurde er ein drittes Mal verliehen, diesmal innerhalb der Série A an Botafogo FR. Für den Klub aus Rio de Janeiro kam er zu 27 Ligaeinsätzen.
Zur Saison 2019 kehrte Moisés nicht mehr nach São Paulo zurück, sondern wechselte fest zum Ligakonkurrenten Bahia. Für das Team kam er in der Saison 2019 zu 30 Einsätzen in der höchsten Spielklasse. Zur Saison 2020 ging der Abwehrspieler leihweise innerhalb der Liga für zwei Jahre zum SC Internacional nach Porto Alegre. In den Saisonen 2020 und 2021 absolvierte er jeweils 26 Partien für Internacional. Im Januar 2022 wurde er vom Team aus Porto Alegre fest verpflichtet.
In der Saison 2022 absolvierte er acht Partien, ehe er im August 2022 leihweise nach Russland zu ZSKA Moskau wechselte.

## Erfolge
Corinthians
- Staatsmeisterschaft von São Paulo: 2017
- Campeonato Brasileiro de Futebol: 2017

Botafogo
- Staatsmeisterschaft von Rio de Janeiro: 2018

Bahia
- Staatsmeisterschaft von Bahia: 2019